# CS/LM8型轻机枪
CS/LM8型轻机枪是一款由中国四川省重庆市长风机器有限责任公司（国营第236厂）所制造、由可散式彈鏈供弹及氣動式操作的全自動氣冷式轻机枪，為比利时FN Minimi輕機槍（法語：Mini-mitrailleuse，意為：迷你型機槍，中国音译：米尼米）的未授權仿製型，发射5.56×45毫米北約口徑步枪子彈。

## 歷史
在北约国家军队之中（包括美军，命名為M249 SAW）都广泛的装备FN Minimi轻机枪是世界上著名的轻机枪之一，主要用作步兵、伞兵和海军陆战队的班用及／或轻型支援武器，还受到多个国家仿研，装备自己和／或作为有著较大的需求的外贸市场上出口的武器。
有鉴于此，2009年12月，中国军工企业之一重庆长风机器有限责任公司（国营第236厂）和中国北方工业公司签定外贸开发合同，开始仿製该枪。科研人员在保持原枪特点的前提下，依据中国国内当时工业制造水平，对其结构、工艺、材料国产化等方面进行了探索和改进。
经过努力，2011年11月，该枪正式通过了外贸设计定型，并正式命名为CS/LM8型5.56毫米轻机枪。

## 设计细節

### 相同的操作原理
CS/LM8型5.56毫米轻机枪（下称CS/LM8）与Minimi 5.56毫米轻机枪（下称Minimi）一样，发射5.56×45毫米（SS109）北约口徑步枪子弹，以氣動式作为自动方式，轉拴式槍栓作为闭锁方式，击锤直动式作为击发方式，開放式槍栓。
该枪全枪含两脚架、弹匣和瞄准镜的质量为7.1千克，全枪长1,040毫米，枪管长470毫米，槍管具有6条右旋膛线，槍口初速达到915±28米／秒，理论射速750～1,000发／分。仅能连发射击，但其发射机构能控制3发到6发的点放，使用强制保险方式。
故障率不大于2.5％，寿命15,000发。每挺枪配有1个200发弹箱和30发弹匣若干。枪身配有两脚架，也可架設在三脚架以上使用。
与原型枪一样，其采用长行程活塞导气自动方式。击发以后，当高压火药燃气经过导气孔时，其中一部分进入导气室，以推动活塞及与之相连的枪机机框向后运动，并压缩复进簧。枪机机框后坐所需能量的大小，藉由火药燃气流量的多少进行调整。
当枪机机框后坐运动10毫米时，其开锁螺旋面带动枪机的螺旋面，迫使枪机旋转，枪机旋转45°后与枪管节套解脱，完成开锁动作。之后，枪机机框与枪机一起惯性后坐，在后坐过程中，完成抽壳、抛壳等动作。后坐时，枪机机框上的滚轮带动输弹机构的曲拐转动，曲拐带动与之相连的拨弹滑板移动，拨弹滑板拨动弹链，使弹链上的枪弹向进弹口位置移动。
枪机机框后坐到位后，若继续扣动扳机，则枪机机框不被阻铁挂住，在复进簧的作用下复进，完成推弹、拨弹、闭锁、击发等动作，新的循环开始，形成连发射击。

### 结构展现
CS/LM8与Minimi的结构类似，全枪主要由枪管组件、机匣组件、自动机组件、复进机组件、发射机组件、两脚架、枪托组件等部分组成，具有结构紧凑、操作简单、携行方便等特点。

#### 枪管
CS/LM8的枪管主要由枪管本体、枪管节套、制退器、气体调节器及提把组成。

##### 枪管本体
枪管本体的前端旋接制退器，后端固定有枪管节套及提把，中部固定有气体调节器。

##### 枪管节套
枪管节套的外表面加工有凹槽及突起，与机匣前部的突起及凹槽配合在一起，使枪管固定确实。枪管节套的内表面加工有凹槽，在枪机复进到位闭锁时，枪机头部进入枪管节套内表面的凹槽内。

##### 气体调节器
该枪的气体调节器大约位于枪管口部五分之二处，气体调节器的前部和中部各设有一个直径2.7毫米的导气孔，前部的导气孔可与活塞头上的泄气孔相通，中部的导气孔可与枪管上的导气孔相通，用以控制进入气室的能量。气体调节器具有两个调节位置，其最前方设有调节手柄，可旋转到枪身左右两个位置。
当将调节手柄拨到右侧时为放气位置，气体调节器前部的导气孔与活塞头的泄气孔相通。枪管内的火药燃气可通过活塞头泄气孔向外排出，使枪机机框的后退能量为最小，射击时后坐力感觉较小。平时射击时，气体调节器置于此位置，既能保证全枪射击动作的可靠性又能保证武器零部件的使用寿命。
当将调节手柄拨到左侧时为闭气状态，气体调节器前部的导气孔不与活塞头的泄气孔相通。此时活塞头的泄气孔封闭，不向外排出火药燃气而全部作用于活塞气室。枪机机框的后退能量最大，此时后坐明显增大。即使在恶劣的环境下如低温零下45°以上环境及河水中时也能保证动作可靠。当膛内污物过多或希望射速较高时，气体调节器置于此位置。

#### 机匣
机匣是连接全枪各部件的主体。其前部连接枪管，后部连接枪托，上部连接供弹机盖，下部连接发射机座，内部容纳枪机及枪机机框。

#### 自动机
自动机主要由枪机、枪机机框及活塞等组成。步枪子弹击发以后，火药燃气推动活塞，带动枪机机框后坐，枪机机框的开锁螺旋面与枪机的开锁螺旋面配合，迫使枪机回转，完成开锁动作。闭锁时，枪机机框的闭锁螺旋面与枪机的闭锁螺旋面配合，迫使枪机回转，完成闭锁动作。

#### 复进机
复进机构由复进簧、导杆、缓冲簧等组成。其中，缓冲簧的作用是承受枪机机框后退到位时的撞击，有利于提高机枪的射击精度。

#### 发射机
发射机构由握把、阻铁、扳机、发射机座、保险等组成，这些零件均装在发射机座上。该枪采用横闩式保险，其位于握把上方。将保险向左推到位，枪身左侧保险闩突出并露出一圈红色标记，以提示射手机枪处于待击状态。在此状态下，保险轴的缺口处位于阻铁下方，当扣动扳机时，阻铁可旋转，阻铁后部下降，枪机机框被解脱，枪机机框带动枪机一起复进。将保险向右推到位，保险处于保险位置，此时阻铁被保险轴的圆柱部挡住，当扣动扳机时，阻铁不能旋转，阻铁后部不能下降，其挡住枪机机框，不能实现击发。

#### 供弹机
供弹机主要由枪机机框上的滚轮、受弹机盖上的曲拐、内拨弹板及外拨弹板组成。枪机机框上装有直径为10毫米的滚轮，其与供弹机盖部件的曲拐上的曲线柄槽配合，枪机机框在后退和复进的过程中带动曲拐摆动，曲拐带动内、外拨弹板移动，分别拨动弹链，使弹链上的枪弹向进弹口位置移动。

#### 枪托
枪托由枪托本体、枪托底板及托肩板组成。托肩板为“U”型结构，射击时可架在射手肩部，便于射手据枪。

#### 瞄準具
CS/LM8与Minimi的机械瞄具不同，并且该枪在供弹机盖上加装了目前通用的MIL-STD-1913戰術導軌，用于加装国营338厂（重庆明佳光电仪器厂）CQ-A 5.56毫米自动步枪白光瞄准镜或国內外其他光学瞄准镜。
CS/LM8型轻机枪的准星、照门设计与Minimi的设计有很大不同，其准星外部设有护圈而非护翼。其照门整体呈“L”形，觇孔设在“L”的短臂上，射程装定手轮有2个，分别设在表尺板座后方的左右两侧。右侧的射程装定手轮上刻制有4、6、8、10等数字，分别代表400公尺、600公尺、800公尺、1,000公尺的射程；左侧的射程装定手轮上刻制有3、5、7、9等数字，分别代表300公尺、500公尺、700公尺、900公尺的射程。风偏调整手轮设在表尺板座的前方，风偏调整手轮上未设调整风偏的刻线。
调整射程、风偏时，射程装定手轮、风偏调整手轮的旋转方向与Minimi的方法相同。射程装定手轮设在表尺板上方，旋动手轮，觇孔随之升降，可将射程调整到所要求的设定值。逆时针方向旋转射程装定手轮，觇孔随之上升，射程增加；顺时针方向旋转射程装定手轮，觇孔随之下降，射程降低。
在表尺板座的后部设有9条间距相等的刻线，用于调整风偏。风偏调整手轮设在表尺板座的左侧，旋动该手轮，觇孔随之左右移动，可将风偏调整到所要求的修正量。逆时针旋转手轮，觇孔向右移动，弹头的弹着点将向右偏移；顺时针旋转手轮，觇孔向左移动，弹头的弹着点也将向左偏移。

## 攻克七大主要问题
在CS/LM8的研制过程中，研制人员在保持原枪特点的前提下，依据国内现有工业制造水平，对其工艺、材料国产化等方面进行了探索和改进。
研制之初，由于结构设计、材料，工艺方式的选择合理性等方面的原因，CS/LM8在试制和试验过程中先后出现了断壳、不闭锁、抽壳钩断裂、击针断裂、枪机裂纹、卡壳、不击发等七大技术问题。
技术人员针对出现的问题，经过几轮样枪的试制及与仿研样枪的分析比较，进行了专题攻关，查找分析原因，采取措施，并最终通过试验验证，使这些问题得到解决，仿研项目取得圆满成功。

### 断壳问题解决方案
在仿研初期的试验过程中，出现弹壳横断故障。
经对比检测原型枪的相关尺寸，发现样枪的闭锁间隙过大，枪机不能提供充分的阻力，防止弹壳在后退出膛过程中的塑性变形，从而使弹壳发生横断。
调整闭锁尺寸后，经试验验证未再出现断壳故障，该问题得到彻底解决。

### 不闭锁问题解决方案
在仿研初期的试验过程中，样枪曾出现严重的不闭锁现象，并且弹壳底部均出现了不同程度的损伤。
经过分析，认为出现不闭锁的原因是机匣部件焊接导轨后发生变形，造成枪管中心与枪机中心的同轴度出现较大偏差，导致枪弹难以进入枪机弹底窝，出现不闭锁故障。
通过调整焊接夹具及工艺路线，减少机匣焊接的热变形，控制枪管中心与枪机中心的同轴度，这一问题得到较好解决。

### 抽壳钩断裂问题解决方案
在仿研中期的试验过程中，出现抽壳钩钩齿断裂问题。
经过分析，科研人员认为造成这一问题的主要原因，是抽壳钩钩齿根部的尺寸深度过大，导致抽壳钩齿部单薄，强度不够而产生疲劳断裂。后来，经过采取调整抽壳钩钩齿的深度尺寸、控制热处理回火温度等措施，解决了这一问题。

### 击针断裂问题解决方案
在仿研中期的试验过程中，出现击针断裂问题。
经分析，主要原因是击针的刚性差，同时直径变化处无过渡连接，尖角处产生较大应力，造成疲劳断裂。
为此，主要采取以下改进措施：增大击针尖部过渡区尺寸，改善针尖部受力状况；在尾部直径变化处增加圆弧过渡，减少应力集中；坯件由冷拉圆钢改为锻件，使内部组织紧密，具有连贯的纤维组织。
改进后，经试验考核，未出现断裂。

### 枪机出现裂纹问题解决方案
在仿研中期的试验过程中，出现枪机螺旋突台根部发生裂纹现象。
其原因是枪机外部螺旋突台根部和击针孔内部尖角处产生应力，导致疲劳裂纹。主要解决办法是：螺旋突台根尖角改为R0.6圆角过渡；击针孔处改为45°度倒角过渡。
改进后，在后续试验中未出现断裂现象。

### 卡壳问题解决方案
在仿研后期的试验过程中，出现卡壳故障。通过对影响抛壳的相关零部件的分析发现：在射击过程中，出现弹壳未到抛壳位置即从枪机上脱落或抛壳无力现象，造成弹壳被自动机卡在机匣抛壳窗处。
究其根源，主要是抽壳钩簧设计不合理，导致抽壳钩抱壳力小。
经过调整抽壳钩簧的尺寸，加大抽壳钩簧力，在后续的试验中，卡壳故障得到改善。

### 不击发问题解决方案
在仿研后期的试验过程中，特别是寿命试验射击到12,000余发后，不击发故障明显增多。
经检查发现机匣体后部的卡槽局部发生变形，由此使在射击过程中复进簧组件无规律地向上跳动，复进簧孔与复进簧形成夹角，导致自动机后坐未到位就复进，使击针撞击枪弹的底火能量不足，产生不击发故障。
经过采取优化枪托座定位槽尺寸并严格控制加工质量后，不击发故障消除。

## 其他
除了长风机器有限责任公司，云南省西仪工业股份有限公司（国营第356厂）也仿制FN Minimi，并命名为XY 5.56毫米轻机枪。
外界一般都误認为完全是由中国北方工业公司生产XY 5.56毫米轻机枪。

## 使用國
- 土耳其
  - 警察特種作戰部（英语：Police Special Operations Department）[3]

## 資料來源
1. ↑  .   [2016-04-11]. （原始内容存档于2016-11-04）.
2. ↑  Popenker, Maxim & Williams, Anthony G., page 41.
3. ↑  .   [2024-07-22]. （原始内容存档于2024-04-15）.

## 外部連結
- （英文）—China Defense Blog—Photos of the day: Chinese CS/LM8 mini-me（页面存档备份，存于）
- （简体中文）—新浪网—中国造出仿制型米尼米轻机枪 代号为CS/LM8_高清图集（页面存档备份，存于）
- （简体中文）—铁血网—中国也曾造出仿制版米尼米机枪（页面存档备份，存于）
- （简体中文）—中国武器大全—中国CS/LM8型的5.56毫米轻机枪